# ريكاردو (لاعب كرة قدم مواليد 1982)
ريكاردو هو لاعب كرة قدم برازيلي في مركز الهجوم، ولد في 12 يناير 1982 في غوارولوس في البرازيل. لعب مع يوفنتوس.